# Кассиани, Джулиано
Джулиано Кассиани (итал. Giuliano Cassiani; 24 июня 1712 — 13 марта 1778) — итальянский поэт.

## Биография
Джулиано Кассиани родился и вырос в Модене. Учился сначала у иезуитов, а затем в коллегии Сан-Карло, где специализировался в философских дисциплинах под наставничеством будущего кардинала Натты. Одновременно он занимался самообразованием в области литературы и искусства, которые вскоре стали его главными интересами.
От брака Кассиани с Марией Баттальей у него родилась дочь. В 1750 году он начал службу в качестве цензора местной академии наук, литературы и изящных искусств (итал. Accademia dei Dissonanti), с 1752 по 1773 год преподавал основы поэтики в Благородной коллегии Модены, а в октябре 1773 года на год стал преподавателем риторики во вновь открывшемся Моденском университете. Слабое здоровье заставляло его часто покидать город и уезжать в деревню, и в 1778 году он умер в возрасте 65 лет.

## Творчество
Произведения Кассиани на протяжении его жизни печатались в основном в антологиях. В 1737 году его сонеты, написанные в духе Петрарки, были впервые опубликованы в сборнике под редакцией Джироламо Тальязукки. В этих ранних произведениях уже проявился сдержанный и осторожный стиль Кассиани как поэта. Только в 1770 году вышла его единственная собственная прижизненная книга, Saggio di rime («Мудрые вирши»), а после его смерти, в 1794 году в Карпи, 1795 году в Падуе и 1802 году в Вероне, были изданы его избранные стихотворения.
Хотя поэзия Кассиани не входила в число величайших культурных достижений золотого века герцогства Модена при Франческо III, она удостоилась высокой оценки от его младших современников Джузеппе Парини и Луиджи Черетти. В особенности это касается его сонетов, где Кассиани, отказавшись от традиционных тем, обратился к сюжетам Библии и античной мифологии — «Сусанна», «Похищение Прозерпины», «Падение Икара», «Жена Потифара», «Актеон», «Психея». Черетти отмечает красочную образность сонетов и драматичность их сюжетов, несколько опередившую своё время, подчёркивая, что автор сумел преодолеть жёсткую ограниченность сонетной формы. Парини пишет, что Кассиани в «Похищении Прозерпины» успешно использовал все доступные средства художественного слова, сохранив при этом правдивость изображения и благородство стиля. Особенно Парини выделяет в этом сонете второй терцет, сообщающий всему произведению максимально возможную естественную цельность и будоражащий воображение и чувства читателя. По мнению Парини, влияние этого сонета ощущается и в «Похищении Ганимеда» Альфьери, и в «Похищении Оризии» Монти, созданных в той же стихотворной форме, а произведения Парини на библейские и мифологические сюжеты в целом делают его предтечей и ряда других итальянских поэтов. При этом о других стихотворениях Кассиани Парини упоминает с презрением, как в лучшем случае посредственных («можно подумать, что это творения совсем другого автора»), возможное исключение делая только для его канцон с их стройной прозрачной метрикой и написанного октавами «Изгнания Адама из рая».